# Wassermühle Groß Bartensleben

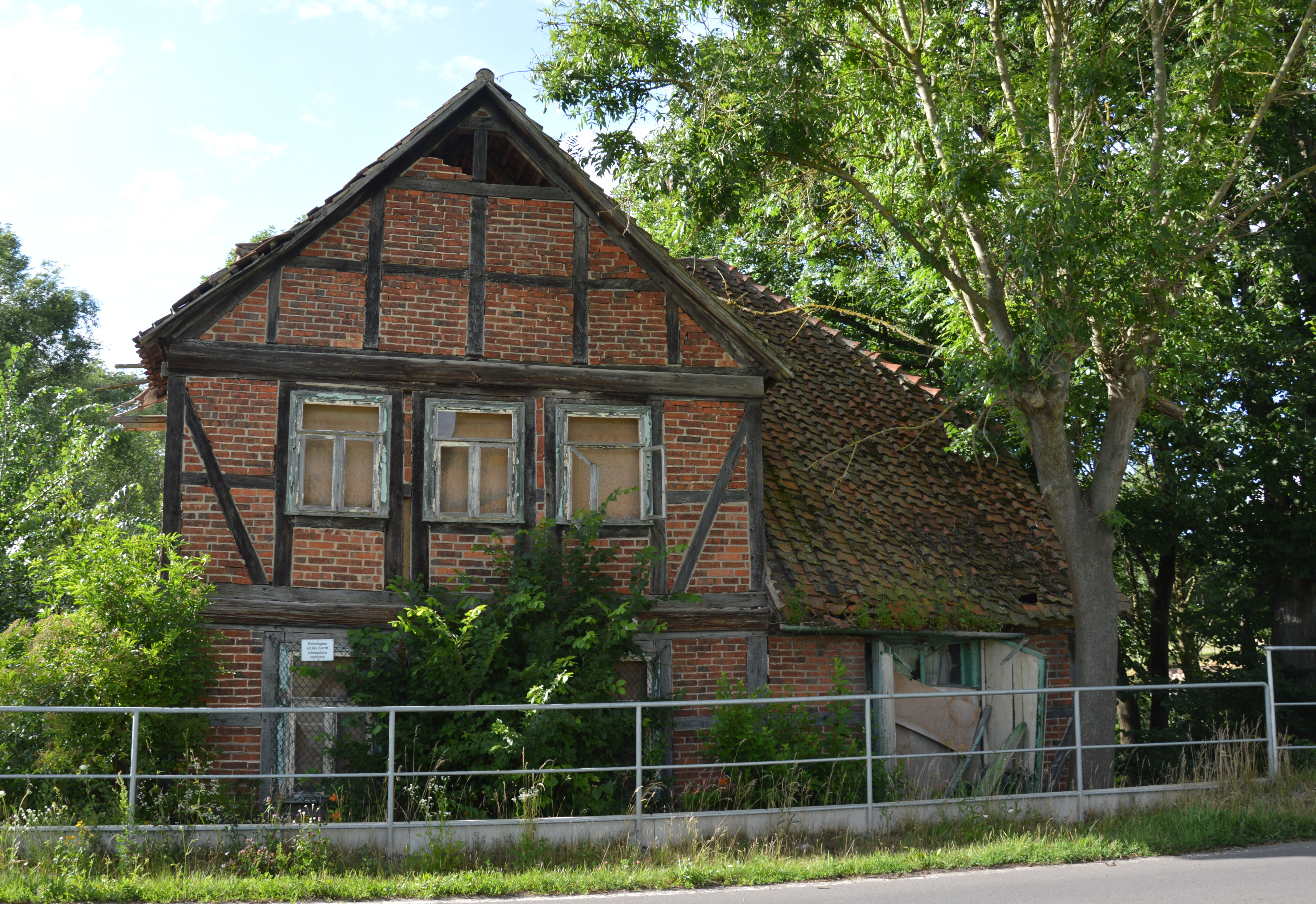
Wassermühle Groß Bartensleben, Westufer, Blick von Süden, 2016

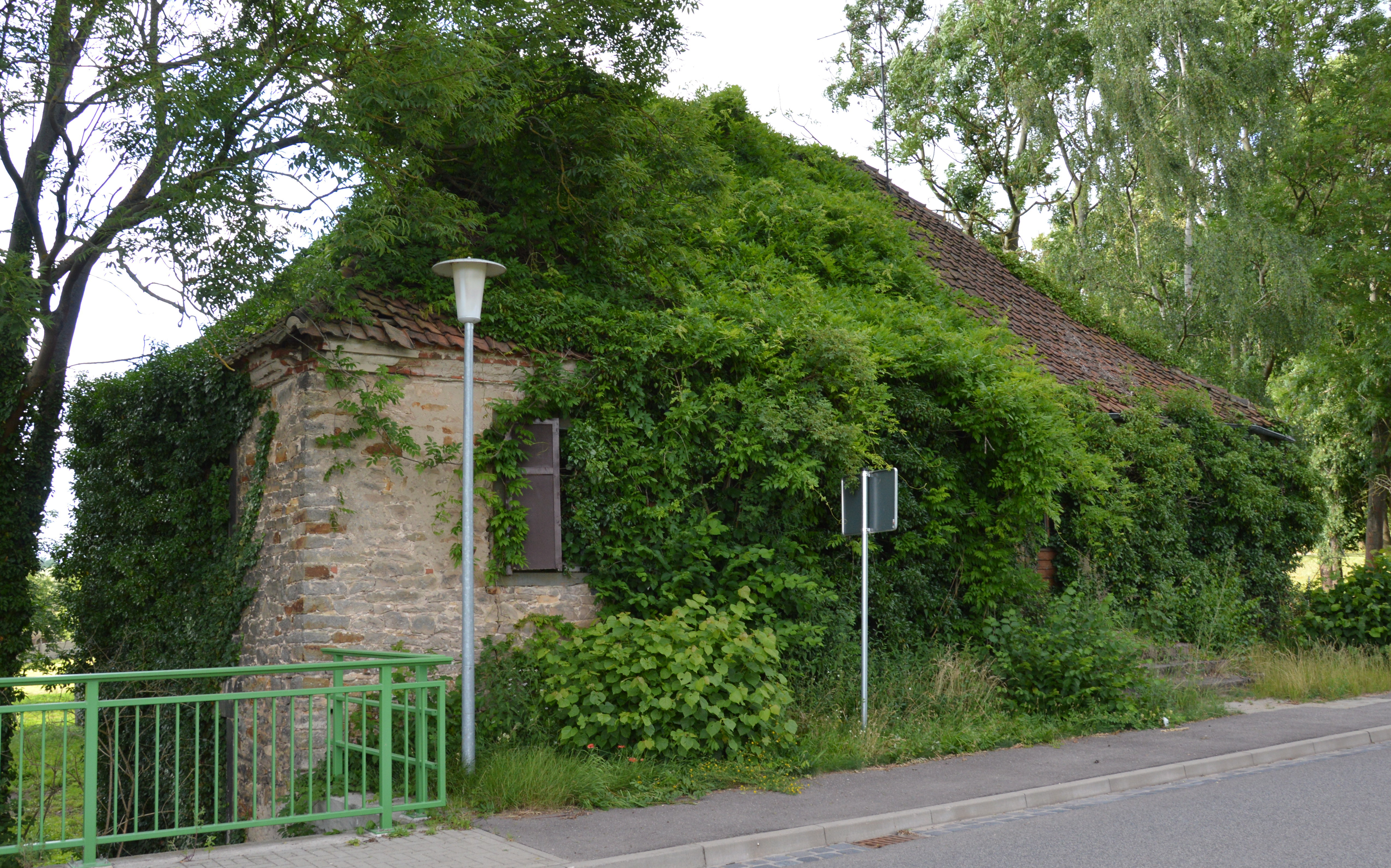
Blick auf das Gebäude am Ostufer, 2016

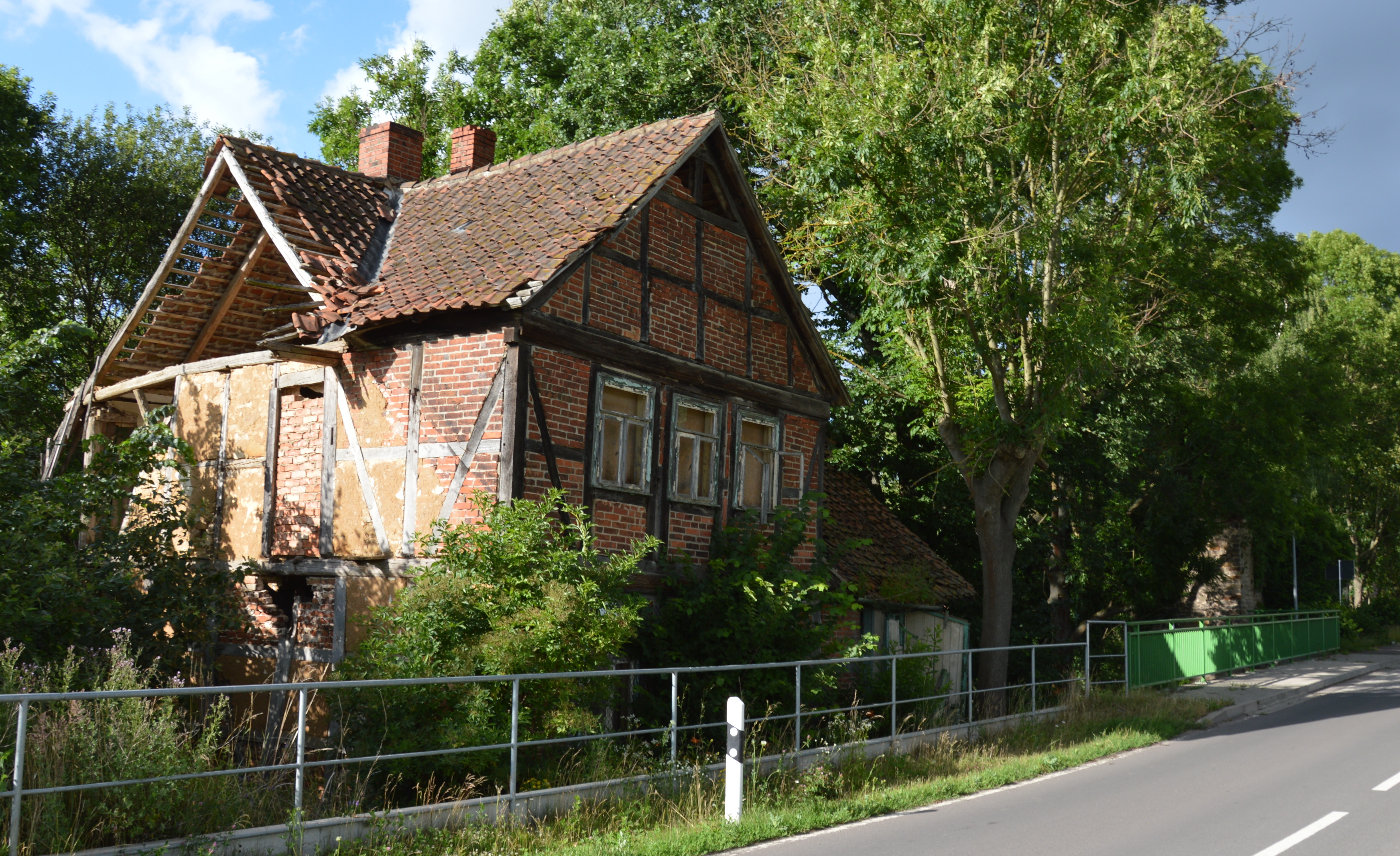
Blick von Südwesten, Gebäude am Ostufer, 2016

Die Wassermühle Groß Bartensleben ist eine denkmalgeschützte Wassermühle im zur Gemeinde Erxleben in Sachsen-Anhalt gehörenden Dorf Groß Bartensleben.

## Lage
Der Gebäudekomplex besteht aus drei Gebäuden und befindet sich westlich vor dem Dorf beiderseits des Ufers der Aller an der Adresse Dorfstraße 32, 34. An der Südseite des Areals führt die Dorfstraße entlang.

## Architektur und Geschichte
Das eigentliche Mühlengebäude sowie das Wohnhaus (Nummer 34) wurde im Jahr 1808 am westlichen Ufer der Aller errichtet. Beide Häuser wurden im späten 19. Jahrhundert umgebaut bzw., die Hausnummer 32, erweitert. Das Gebäude am östlichen Ufer (Nummer 32) diente als Gasthaus und Bäckerei.
Als Bautechnik für die Häuser kamen unterschiedliche Verfahren zum Einsatz. Teile wurden als Fachwerkbau, andere aus Ziegeln bzw. mit Bruchsteinen gebaut.
Die Mühlentechnik ist nicht erhalten. Derzeit (Stand 2016) stehen die Gebäude leer und sind dringend sanierungsbedürftig. Der Mühlenhof gilt als straßenbildprägend und wird als wichtiges Dokument der Wirtschaftsgeschichte betrachtet.
Im örtlichen Denkmalverzeichnis ist die Mühle unter der Erfassungsnummer 094 84159 als Baudenkmal verzeichnet.